# Am5x86

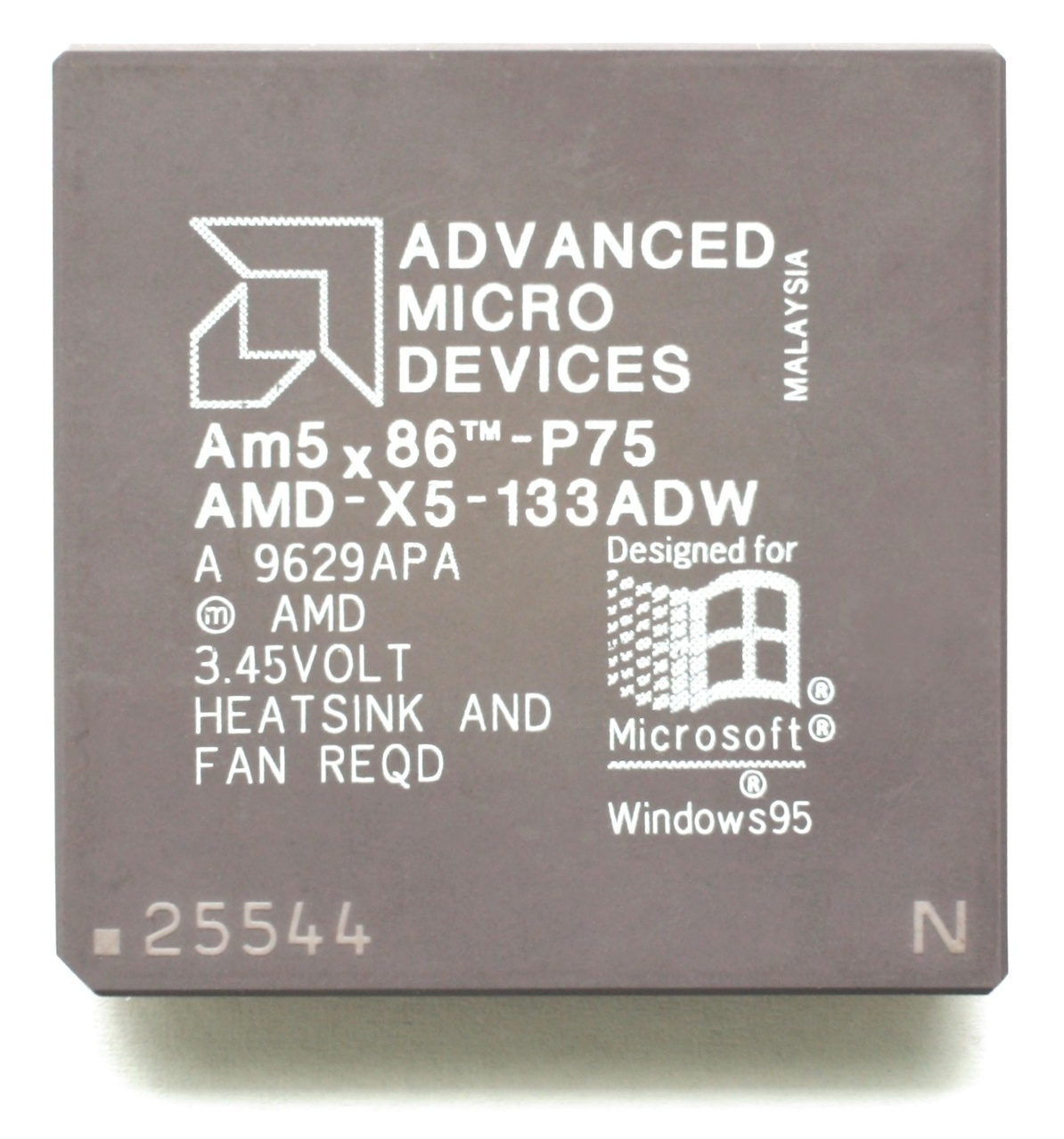
AMD 5x86-P75

AMD 5x86 é um processador compativel com sistemas x86 (32Bits)  e foi introduzido no mercado em 1995 pela AMD para uso em computadores com soquete 486 utilizando um conversor de soquete. Foi um dos processadores mais rápidos da época suportando sistemas 32 bits, o que os usuários dos sistemas com soquete 486 precisavam.
Lançado em novembro de 1995, o Am5x86 (também conhecido como 5x86-133, Am5x86, X5-133, e vendido sob várias marcas terceirizadas, como "Turbochip" da Kingston Technology) é um processador Am486 melhorado, com um multiplicador interno de valor 4, permitindo-o rodar a 133 MHz em sistemas sem suporte oficial a processadores com clock multiplicado, como o DX2 ou o DX4 486 da Intel. Tal qual o Enhanced Am486, o Am5x86 dispunha de cache L1 write-back, e diferente de praticamente todos, o cache tinha generosos 16KB, ao invés dos 8KB comuns. Um raro modelo OEM de 150 MHz também foi lançado pela AMD.
Problemas surgiram e criaram alguns tabus para os usuários. O primeiro foi que a placa mãe suportava uma velocidade máxima multiplicada de 2x e não por 4x como o processador, isso exigia uma configuração da placa mãe, configuração essa que setava a velocidade e o multiplicador para 2x.Outro problema foi que forma física do AMD 5x86 ia bem no soquete 486 com o conversor de soquete, porém, os seus 168 pinos em um soquete 80486 exigiam uma tensão de 3,45v para seu pleno funcionamento, isso fazia com que fosse requerido um regulador de tensão.
Em questões de performance, o AMD 5x86 era igual ou ligeiramente superior ao Intel Pentium 75MHz e mostrou-se um pouco mais ligeiro que o processador de sua rival, o Cyrix Cx5x86. A avaliação de performance entre a AMD e a Intel teve controversias. Como o AMD 5x86 teve testes de performance parecidos com os do Pentium, a AMD acabou por comercializar o 5x86 com o nome AMD 5x86-PR75.

## Am486

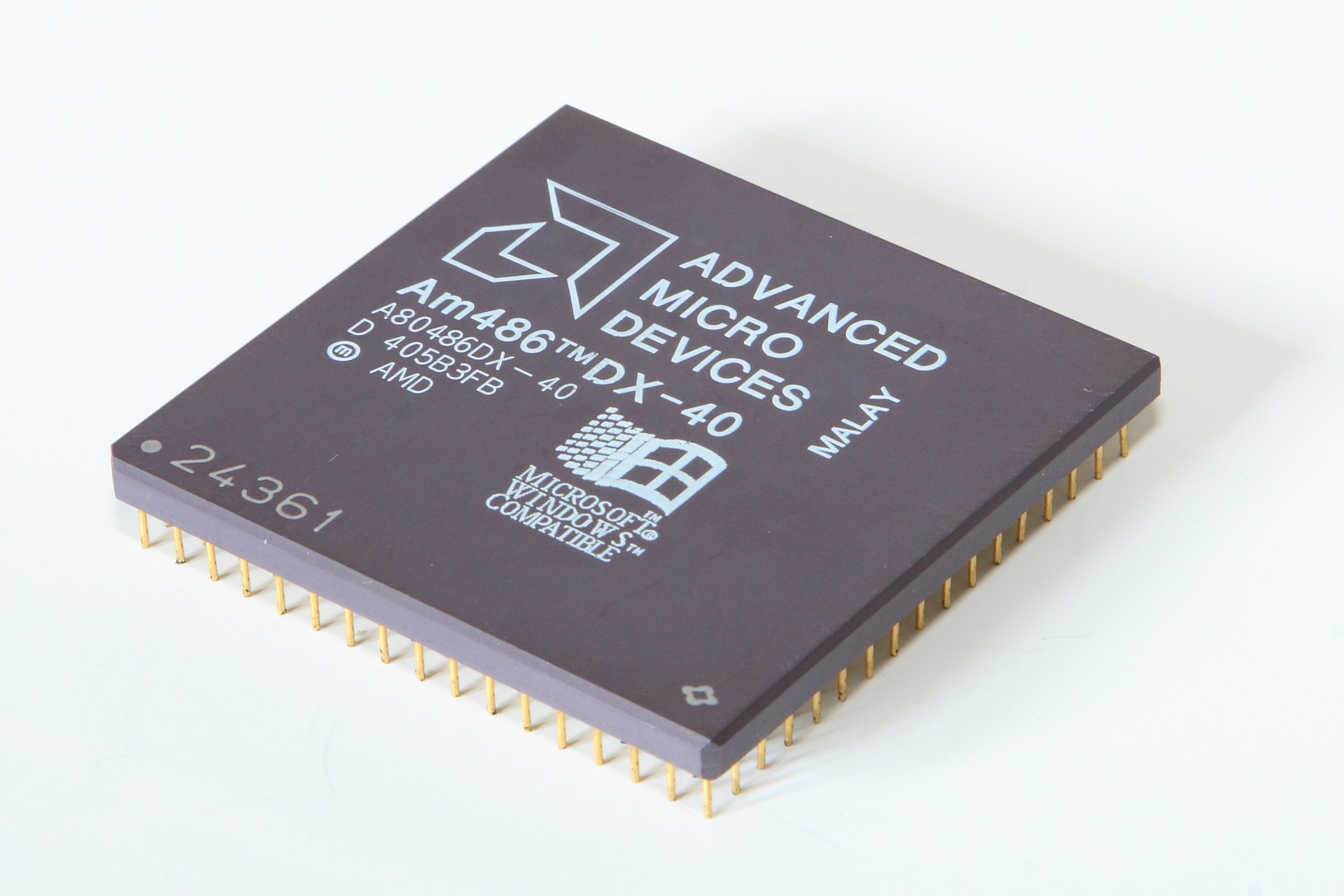
AMD Am486DX 40MHz

Am486 é um processador lançado pela AMD em 1993. Foi o último clone de processador Intel. Duas versões foram vendidas: inicialmente uma com microcódigo Intel, depois outra com microcódigo AMD, pois a AMD já estava sendo processada pela Intel neste momento. Adicionalmente, do Am486 derivou-se o AMD 5x86, que nada mais era que um Am486 cujo multiplicador de clock possuía valor 4.
Com velocidade de clock de 133MHz, o Am486 era compatível com placas-mãe 486, mas possuía a performance de um Pentium 75 da Intel.
| Modelo                 | Frequência de clock | VCore      | L1-Cache | Lançamento    |
| ---------------------- | ------------------- | ---------- | -------- | ------------- |
| Am486 DX-25            | 25 MHz              | 5 V        | 8 KiB WT |               |
| Am486 DX-33            | 33 MHz              | 5 V        | 8 WT     |               |
| Am486 DX-40            | 40 MHz              | 5 V        | 8 WT     | abril de 1993 |
| Am486 SX-33            | 33 MHz              | 5 V        | 8 WT     |               |
| Am486 SX-40            | 40 MHz              | 5 V        | 8 WT     |               |
| Am486 DX2-50           | 50 MHz              | 5 V        | 8 WT     | abril de 1993 |
| Am486 DX2-66           | 66 MHz              | 5/3.3 V    | 8 WT     |               |
| Am486 DX2-80           | 80 MHz              | 5/3.3 V    | 8 WT     |               |
| Am486 SX2-50           | 50 MHz              | 5 V        | 8 WT     |               |
| Am486 SX2-66           | 66 MHz              | 5 V        | 8 WT     | 1994          |
| Am486 DX4-75           | 75 MHz              | 3.3 V      | 8 WT     |               |
| Am486 DX4-100          | 100 MHz             | 3.3 V      | 8 WT     | 1995          |
| Am486 DX4-120          | 120 MHz             | 3.3 V      | 8 WT     |               |
| Enhanced Am486 DX2-66  | 66 MHz              | 3.3/3.45 V | 8/16 WB  |               |
| Enhanced Am486 DX2-80  | 80 MHz              | 3.3/3.45 V | 8 WB     |               |
| Enhanced Am486 DX4-75  | 75 MHz              | 3.3/3.45 V | 8 WB     |               |
| Enhanced Am486 DX4-100 | 100 MHz             | 3.3/3.45 V | 8/16 WB  |               |
| Enhanced Am486 DX4-120 | 120 MHz             | 3.3/3.45 V | 8/16 WB  |               |